# Spotkanie z minionymi latami
Spotkanie z minionymi latami (norw. Stevnemøte med glemte år) – powieść norweskiego pisarza Sigurda Hoela z 1954. 
Powieść porusza ważne problemy społeczne i moralne, konsekwentnie konfrontując teraźniejszość z przeszłością, a autor próbuje w niej dociec źródeł współczesnych postaw i losów ludzkich, odnosząc je do pytania o to, czy warto zagłębiać się w mity i symbole aktywności wcześniejszych generacji walczących o wolność i niezależność narodu, mimo że ludzie, którzy je wyznawali nie biorą już czynnego udziału w życiu pokolenia. Przedmiotem rozmyślań autora jest sprawa bohaterstwa oraz sensu i wartości czynu zbrojnego Svena Arneberga, który walczył i zginął śmiercią patrioty w czasach kolaboranckich rządów Vidkuna Quislinga. Jego pamięć została steatralizowana, spetryfikowana w pustych obrządkach, zapomniana przez społeczeństwo i zlekceważona przez najmłodsze pokolenie. W posępnych rytuałach zatraca się piękno prawdziwego męstwa, a mit czynu zamienia się w męczącą chimerę. Wyzwoleniem z tego błędnego koła może być tylko rozbicie mitu i przywołanie prawdziwej postaci dawnego czynu. Zadanie to wyznaczają sobie żyjący towarzysze Arneberga, którzy rozliczają się z minionymi latami. Były to lata, w których nie zrobili żadnych większych karier, w odróżnieniu od byłych kolaborantów i zdrajców. Społeczeństwo norweskie pogrążyło się natomiast w wygodnej niepamięci. Szlachetną ofiarę człowieka, który zginął ratując innych partyzantów, zakłamano do tego stopnia, że stała się nierzeczywista, nawet dla tych, którzy byli świadkami jego śmierci. Ostatecznie mit udało się rozbić, jednak w jego miejsce nie stworzono nowego, ponieważ, jak zauważył Hoel, brak było dla niego kapłanów uczciwych i szlachetnych. 
Autor oskarżył w powieści mieszczaństwo norweskie o zdewastowanie najpiękniejszych kart dziejów narodu, a powieść została wydana w latach 50. XX wieku, kiedy Norwegowie weszli w fazę szybkiego bogacenia się i zatracania ideałów poprzednich pokoleń. Była hołdem dla kombatantów II wojny światowej. 